# Olivgrön lövtyrann
Olivgrön lövtyrann (Phylloscartes virescens) är en fågel i familjen tyranner inom ordningen tättingar.

## Utseende och läte
Olivgrön lövtyrann är en liten och anspråkslöst färgad tyranner med långstjärtad form och tydliga vingband. Den har vidare relativt lång näbb och stjärten hålls något rest. Lätet förbises lätt, ett vasst och stigande gnisslande som ofta löper i oregelbundna serier.

## Utbredning och systematik
Fågeln förekommer i låglänta områden i Guyana och angränsande norra Brasilien (Amazonområdet). Den behandlas som monotypisk, det vill säga att den inte delas in i några underarter.

## Levnadssätt
Olivgrön lövtyrann hittas i trädtaket i högvuxen regnskog, framför allt på sandig jord. Den kan även ses i mera lågväxt skog på liknande mark. Fågeln ses nästan alltid som en del av kringvandrande artblandade flockar. Den födosöker aktivt efter insekter som den fångar efter korta utfall mot samlingar av löv. Olivgrön lövtyrann är mer aktiv och smalnäbbad än gråkronad flatnäbb och gulbrämad flatnäbb, som i övrigt har liknande form och hållning och som den ofta ses tillsammans med.

### Familjetillhörighet
Arten placeras traditionellt i familjen tyranner. DNA-studier visar dock att Tyrannidae består av fem klader som skildes åt redan under oligocen, pekar på att de skildes åt redan under oligocen, varför vissa auktoriteter behandlar dem som egna familjer. Olivgrå lövtyrann med släktingar placeras då i Pipromorphidae.

## Status och hot
Arten har ett stort utbredningsområde, men tros minska i antal, dock inte tillräckligt kraftigt för att den ska betraktas som hotad. Internationella naturvårdsunionen IUCN listar arten som livskraftig (LC).